# ناحیه فورتیر، شهرستان زرد پزشکی، مینه سوتا
ناحیه فورتیر (به انگلیسی: Fortier Township) یک منطقهٔ مسکونی در ایالات متحده آمریکا است که در شهرستان یلو مدیسن، مینه‌سوتا واقع شده‌است.
 ناحیه فورتیر ۸۶٫۷ کیلومتر مربع مساحت و ۱۱۶ نفر جمعیت دارد و ۴۸۶ متر بالاتر از سطح دریا واقع شده‌است.